# 舒格克里克鎮區 (堪薩斯州邁阿密縣)
舒格克里克鎮區（英語：Sugar Creek Township）是位於美國堪薩斯州邁阿密縣的一個行政鎮區。

## 地方資料
舒格克里克鎮區的面積為101.58平方千米，當中陸地面積為100.13平方千米，而水域面積為1.45平方千米。根據2010年美國人口普查的數據，當地共有人口474人，而人口密度為每平方千米4.67人。

## 外部連結
- US-Counties.com
- City-Data.com （页面存档备份，存于）